# Salizzole
Salizzole – miejscowość i gmina we Włoszech, w regionie Wenecja Euganejska, w prowincji Werona.
Według danych na rok 2004 gminę zamieszkiwało 3755 osób, 125,2 os./km².